# Itokawa
(25143) Itokawa (of 1998 SF36) is een aardscheerder, een planetoïde in een baan dicht bij de Aarde.
Itokawa is aardappelvormig en is ongeveer 549 meter lang en 180 meter breed. De massa wordt geschat op 4 × 1010 kg. De zwaartekracht op het oppervlak bedraagt, afhankelijk van de locatie, ongeveer 6 × 10−10g. Aan de zonzijde is dit bij een klein voorwerp (met een relatief kleine massa ten opzichte van het oppervlak), zoals de ruimtesonde Hayabusa, kleiner dan de stralingsdruk van de Zon, dus wordt de versnelling als zo'n voorwerp naar het oppervlak valt, en ook het schijnbare gewicht op het oppervlak, voornamelijk door het laatste bepaald.
De planetoïde is in 2005 door de Japanse sonde Hayabusa bezocht. Deze ruimtesonde had een kleine robot aan boord die op de planetoïde zou landen - dit is echter niet gelukt. Daarnaast zou door het afschieten van een kogel op de planetoïde wat stof worden verzameld. Waarschijnlijk is dat wel gelukt. De sonde zou oorspronkelijk in juni 2007 op Aarde arriveren. Wegens problemen met de besturing en de ionenmotor werd dat juni 2010.
De planetoïde is vernoemd naar Hideo Itokawa (1912-1999), een pionier van het Japanse ruimtevaartprogramma. 